# Remagen
Remagen é uma cidade na Alemanha localizada no distrito de Ahrweiler do estado de Renânia-Palatinado.
Situa-se na região do Palatinado, localizada sobre o rio Reno a cerca de 100 km de Colônia e ao sul de Bona, antiga capital da Alemanha Ocidental.
A cidade possui diversas construções bonitas e bem conservadas, castelos, monumentos e igrejas. No verão, barcas cruzam o Reno a cada quinze minutos partindo da cidade, que também possui uma grande zona comercial repleta de lojas, destinada apenas a pedestres.
Na saída da cidade, ligando-a a Erpel, fica a famosa Ponte Ludendorff, historicamente conhecida como Ponte de Remagen, que colocou o nome da cidade no mapa do século XX ao ser palco de um dos mais famosos e violentos episódios da Segunda Guerra Mundial, durante a invasão do país pelas tropas aliadas em março de 1945.
O Rio Ahr desemboca no Reno ao sul da cidade ao lado do bairro Kripp.
Foi berço do ás e Generalleutenant da Luftwaffe Adolf Galland,com 104 vitórias confirmadas, condecorado com a Cruz De Cavaleiro da Cruz de Ferro Com Folhas de Carvalho, Espadas e Diamantes. 